# توماس جونز (رياضياتي)
توماس جونز (بالإنجليزية: Thomas Jones)‏ (و. 1756 – 1807 م) هو رياضياتي من المملكة المتحدة لبريطانيا العظمى وأيرلندا، وويلز، ومملكة بريطانيا العظمى، توفي في ادجوير رود، عن عمر يناهز 51 عاماً.

## التعليم
تعلم في كلية الثالوث، كامبريدج، وتعلم في كلية سانت جونز
.